# Transports en commun de l'agglomération d'Arles
Envia est le réseau de transport en commun desservant les six communes de la Communauté d'agglomération Arles-Crau-Camargue-Montagnette : Arles, Boulbon, Saint-Martin-de-Crau, Saint-Pierre-de-Mézoargues, Saintes-Maries-de-la-Mer et Tarascon.
Chaque année, 2 millions de voyages en 2019 sont réalisés sur le réseau.

## Historique
Créée en 1984, la société des transports d'Arles, filiale de Keolis exploita pendant plus de 20 ans le réseau urbain desservant la zone urbaine d'Arles jusqu'en février 2011 sous le nom commercial STAR.
En 2004, la Communauté d'agglomération Arles-Crau-Camargue-Montagnette est créée. Elle se dota, dès l'année suivante le 1er septembre 2005 d'un réseau intercommunal en reprenant la gestion des lignes départementales Cartreize située intégralement sur son territoire, des services scolaires et de la navette municipale de Tarascon. L'agglomération créée la même année la navette de Saint-Martin-de-Crau.
Le réseau Envia a vu le jour en septembre 2011, date à laquelle il y a eu des grands changements : nouveau réseau, nouveaux véhicules, nouvelle identité visuelle, nouveau nom commercial, nouvel exploitant (Veolia Transport Arles devenu Transdev Arles par la suite).
Le 1er avril 2018 débute une nouvelle Délégation de Service Public, Transdev est reconduit. Un nouveau réseau a vu le jour en Juillet 2018, avec une modernisation de l'identité visuelle.
Le 6 avril 2025, la ligne 11 voit le jour, fonctionnant les Dimanches et jours fériés, avec une fréquence d'un passage toutes les 30 minutes, reliant la Gare SNCF au Parking des Minimes.
A partir du 1er septembre 2025, la ligne interurbaine A60 est mise en service, reliant le quartier de Mas-Thibert à Saint-Martin-de-Crau, à raison de 4 à 6 allers-retours du Lundi au Samedi.

## Lignes du réseau

### Présentation
Le réseau se compose de :
- 2 lignes urbaines essentielles cadencées toutes les 20 minutes ;
- 4 lignes urbaines complémentaires + 2 le dimanche ;
- 6 lignes interurbaines (lignes d'agglomération) ;
- 5 lignes de proximité dont une navette vélo ;
- Un service de transport à la demande (Envia à la demande).

Le réseau Envia à la particularité de comporter un service spécial samedi matin (jour de marché) et Féria. Les itinéraires des lignes changent en raison de la fermeture du boulevard des Lices.

### Lignes essentielles
| Ligne | Caractéristiques | Caractéristiques                                                 | Caractéristiques                                                 | Caractéristiques                                                 | Caractéristiques                                                 | Caractéristiques                                                 | Caractéristiques                                                 | Caractéristiques                                                 | Caractéristiques                                                 |
| 1     | Arles — Barriol ⥋ Arles — Gare SNCF | Arles — Barriol ⥋ Arles — Gare SNCF                              | Arles — Barriol ⥋ Arles — Gare SNCF                              | Arles — Barriol ⥋ Arles — Gare SNCF                              | Arles — Barriol ⥋ Arles — Gare SNCF                              | Arles — Barriol ⥋ Arles — Gare SNCF                              | Arles — Barriol ⥋ Arles — Gare SNCF                              | Arles — Barriol ⥋ Arles — Gare SNCF                              | Arles — Barriol ⥋ Arles — Gare SNCF                              |
| ----- | --- | ---------------------------------------------------------------- | ---------------------------------------------------------------- | ---------------------------------------------------------------- | ---------------------------------------------------------------- | ---------------------------------------------------------------- | ---------------------------------------------------------------- | ---------------------------------------------------------------- | ---------------------------------------------------------------- |
| 1     | Ouverture / Fermeture 2011 / — | Longueur —                                                       | Durée —                                                          | Nb. d’arrêts 23                                                  | Matériel Standards Midibus                                       | Jours de fonctionnement L, Ma, Me, J, V, S                       | Jour / Soir / Nuit / Fêtes O / — / N / N                         | Voy. / an 364 448 (2 019)                                        | Exploitant Transdev Arles                                        |
| 1     | Desserte : Arles - Principaux arrêts desservis : Barriol • Palais des congrès • Gabriel Péri • Clemenceau • Lices • Victor Hugo • La Genouillade • Vallès • Collège Van Gogh • Gare SNCF                                                                                 |                                                                  |                                                                  |                                                                  |                                                                  |                                                                  |                                                                  |                                                                  |                                                                  |
| 1     | Autre : - Fréquence en semaine scolaire : 20 min. - Le samedi, de la prise de service et jusqu'à 15 heures et les jours de Féria, itinéraire spécial. - La ligne a été modifiée en Juillet 2018, elle dessert la Gare SNCF à la place du centre commercial l'Aurélienne. |                                                                  |                                                                  |                                                                  |                                                                  |                                                                  |                                                                  |                                                                  |                                                                  |
| 1     | Dernière actualisation : — |                                                                  |                                                                  |                                                                  |                                                                  |                                                                  |                                                                  |                                                                  |                                                                  |
| 2     | Arles — Hôpital ⥋ Arles — Centre commercial Plaine de Montmajour | Arles — Hôpital ⥋ Arles — Centre commercial Plaine de Montmajour | Arles — Hôpital ⥋ Arles — Centre commercial Plaine de Montmajour | Arles — Hôpital ⥋ Arles — Centre commercial Plaine de Montmajour | Arles — Hôpital ⥋ Arles — Centre commercial Plaine de Montmajour | Arles — Hôpital ⥋ Arles — Centre commercial Plaine de Montmajour | Arles — Hôpital ⥋ Arles — Centre commercial Plaine de Montmajour | Arles — Hôpital ⥋ Arles — Centre commercial Plaine de Montmajour | Arles — Hôpital ⥋ Arles — Centre commercial Plaine de Montmajour |
| 2     | Ouverture / Fermeture 2011 / — | Longueur —                                                       | Durée —                                                          | Nb. d’arrêts 26                                                  | Matériel Standards                                               | Jours de fonctionnement L, Ma, Me, J, V, S                       | Jour / Soir / Nuit / Fêtes O / — / N / N                         | Voy. / an 509 489 (2 019)                                        | Exploitant Transdev Arles                                        |
| 2     | Desserte : Arles - Principaux arrêts desservis : Hôpital • Centre commercial L'Aurélienne • York • Fournier • Gabriel Péri • Clemenceau • Lices • Lamartine • Saxy • Moines • Montmajour • Centre commercial Plaine de Montmajour                                        |                                                                  |                                                                  |                                                                  |                                                                  |                                                                  |                                                                  |                                                                  |                                                                  |
| 2     | Autre : - Fréquence en semaine scolaire : 20 min. - Le samedi, de la prise de service et jusqu'à 15 heures et les jours de Féria, itinéraire spécial. - La ligne a été modifiée en Juillet 2018, elle dessert Bigot à la place de York.                                  |                                                                  |                                                                  |                                                                  |                                                                  |                                                                  |                                                                  |                                                                  |                                                                  |
| 2     | Dernière actualisation : — |                                                                  |                                                                  |                                                                  |                                                                  |                                                                  |                                                                  |                                                                  |                                                                  |

### Lignes locales
| Ligne | Caractéristiques | Caractéristiques                                                       | Caractéristiques                                                       | Caractéristiques                                                       | Caractéristiques                                                       | Caractéristiques                                                       | Caractéristiques                                                       | Caractéristiques                                                       | Caractéristiques                                                       |
| 3     | Arles — La Crau ⥋ Arles — Gimeaux | Arles — La Crau ⥋ Arles — Gimeaux                                      | Arles — La Crau ⥋ Arles — Gimeaux                                      | Arles — La Crau ⥋ Arles — Gimeaux                                      | Arles — La Crau ⥋ Arles — Gimeaux                                      | Arles — La Crau ⥋ Arles — Gimeaux                                      | Arles — La Crau ⥋ Arles — Gimeaux                                      | Arles — La Crau ⥋ Arles — Gimeaux                                      | Arles — La Crau ⥋ Arles — Gimeaux                                      |
| ----- | --- | ---------------------------------------------------------------------- | ---------------------------------------------------------------------- | ---------------------------------------------------------------------- | ---------------------------------------------------------------------- | ---------------------------------------------------------------------- | ---------------------------------------------------------------------- | ---------------------------------------------------------------------- | ---------------------------------------------------------------------- |
| 3     | Ouverture / Fermeture 2011 / — | Longueur —                                                             | Durée —                                                                | Nb. d’arrêts 22                                                        | Matériel Midibus                                                       | Jours de fonctionnement L, Ma, Me, J, V, S                             | Jour / Soir / Nuit / Fêtes O / — / N / N                               | Voy. / an 121 584 (2 019)                                              | Exploitant Transdev Arles                                              |
| 3     | Desserte : Arles - Principaux arrêts desservis : La Crau • Avenue des Arches • Centre commercial L'Aurélienne • York • Gabriel Péri • Antonelle • Camargue • XVe Corps • Galliéni • Gimeaux                                                                                              |                                                                        |                                                                        |                                                                        |                                                                        |                                                                        |                                                                        |                                                                        |                                                                        |
| 3     | Autre : - Fréquence en semaine scolaire : 30 min. - La ligne a été modifiée en Juillet 2018, elle dessert York à la place de Bigot et ne dessert plus Clemenceau ainsi que le quartier du Grand Gallègue. Nouvelle modification de la ligne en Juillet 2021 : prolongée jusqu'à Gimeaux. |                                                                        |                                                                        |                                                                        |                                                                        |                                                                        |                                                                        |                                                                        |                                                                        |
| 3     | Dernière actualisation : — |                                                                        |                                                                        |                                                                        |                                                                        |                                                                        |                                                                        |                                                                        |                                                                        |
| 4     | Arles — Tournesol ⥋ Arles — Centre commercial Plaine de Montmajour | Arles — Tournesol ⥋ Arles — Centre commercial Plaine de Montmajour     | Arles — Tournesol ⥋ Arles — Centre commercial Plaine de Montmajour     | Arles — Tournesol ⥋ Arles — Centre commercial Plaine de Montmajour     | Arles — Tournesol ⥋ Arles — Centre commercial Plaine de Montmajour     | Arles — Tournesol ⥋ Arles — Centre commercial Plaine de Montmajour     | Arles — Tournesol ⥋ Arles — Centre commercial Plaine de Montmajour     | Arles — Tournesol ⥋ Arles — Centre commercial Plaine de Montmajour     | Arles — Tournesol ⥋ Arles — Centre commercial Plaine de Montmajour     |
| 4     | Ouverture / Fermeture 2011 / — | Longueur —                                                             | Durée —                                                                | Nb. d’arrêts 33                                                        | Matériel Standards                                                     | Jours de fonctionnement L, Ma, Me, J, V, S                             | Jour / Soir / Nuit / Fêtes O / — / N / N                               | Voy. / an 63 024 (2 019)                                               | Exploitant Transdev Arles                                              |
| 4     | Desserte : Arles - Principaux arrêts desservis : Tournesol • Morel • Camargue • Clemenceau • C.C. l'Aurélienne • Hermite • La Genouillade • Collège Van Gogh • Stalingrad • Souleïado • Copernic • Parc de Loisirs • Centre commercial Plaine de Montmajour                              |                                                                        |                                                                        |                                                                        |                                                                        |                                                                        |                                                                        |                                                                        |                                                                        |
| 4     | Autre : - Fréquence en semaine scolaire : 10 à 11 allers/retours. - La ligne a été modifiée en Juillet 2018, elle est prolongée à Tournesol. Nouvelle modification en Juillet 2021 : desserte de C.C l'Aurélienne.                                                                       |                                                                        |                                                                        |                                                                        |                                                                        |                                                                        |                                                                        |                                                                        |                                                                        |
| 4     | Dernière actualisation : — |                                                                        |                                                                        |                                                                        |                                                                        |                                                                        |                                                                        |                                                                        |                                                                        |
| 5     | Arles — Saint-Pierre ⥋ Arles — Piscine Montmajour | Arles — Saint-Pierre ⥋ Arles — Piscine Montmajour                      | Arles — Saint-Pierre ⥋ Arles — Piscine Montmajour                      | Arles — Saint-Pierre ⥋ Arles — Piscine Montmajour                      | Arles — Saint-Pierre ⥋ Arles — Piscine Montmajour                      | Arles — Saint-Pierre ⥋ Arles — Piscine Montmajour                      | Arles — Saint-Pierre ⥋ Arles — Piscine Montmajour                      | Arles — Saint-Pierre ⥋ Arles — Piscine Montmajour                      | Arles — Saint-Pierre ⥋ Arles — Piscine Montmajour                      |
| 5     | Ouverture / Fermeture 2011 / — | Longueur —                                                             | Durée —                                                                | Nb. d’arrêts 25                                                        | Matériel Minibus                                                       | Jours de fonctionnement L, Ma, Me, J, V, S                             | Jour / Soir / Nuit / Fêtes O / — / N / N                               | Voy. / an 23 340 (2 019)                                               | Exploitant Transdev Arles                                              |
| 5     | Desserte : Arles - Principaux arrêts desservis : Saint-Pierre • Camargue • Clemenceau • Lices • Lamartine • Stalingrad • De Lattre • F. Eboué • Chemin Noir • Héritier • Ribot • 9 Collines (à certaines heures) • Lamour • Piscine Montmajour                                           |                                                                        |                                                                        |                                                                        |                                                                        |                                                                        |                                                                        |                                                                        |                                                                        |
| 5     | Autre : - Fréquence en semaine scolaire : 7 allers/retours. - La ligne a été modifiée en Juillet 2018, elle est prolongée à St Pierre. |                                                                        |                                                                        |                                                                        |                                                                        |                                                                        |                                                                        |                                                                        |                                                                        |
| 5     | Dernière actualisation : — |                                                                        |                                                                        |                                                                        |                                                                        |                                                                        |                                                                        |                                                                        |                                                                        |
| 6     | Arles — Pont-Van Gogh ⥋ Arles — Centre commercial Plaine de Montmajour | Arles — Pont-Van Gogh ⥋ Arles — Centre commercial Plaine de Montmajour | Arles — Pont-Van Gogh ⥋ Arles — Centre commercial Plaine de Montmajour | Arles — Pont-Van Gogh ⥋ Arles — Centre commercial Plaine de Montmajour | Arles — Pont-Van Gogh ⥋ Arles — Centre commercial Plaine de Montmajour | Arles — Pont-Van Gogh ⥋ Arles — Centre commercial Plaine de Montmajour | Arles — Pont-Van Gogh ⥋ Arles — Centre commercial Plaine de Montmajour | Arles — Pont-Van Gogh ⥋ Arles — Centre commercial Plaine de Montmajour | Arles — Pont-Van Gogh ⥋ Arles — Centre commercial Plaine de Montmajour |
| 6     | Ouverture / Fermeture 2021 / — | Longueur —                                                             | Durée —                                                                | Nb. d’arrêts 30                                                        | Matériel Standards Midibus                                             | Jours de fonctionnement L, Ma, Me, J, V, S                             | Jour / Soir / Nuit / Fêtes O / — / N / N                               | Voy. / an —                                                            | Exploitant Transdev Arles                                              |
| 6     | Desserte : Arles - Principaux arrêts desservis : Pont Van Gogh • Barriol • Allende • Foch • C.C. l'Aurélienne • Hermite • La Genouillade • Collège Van Gogh • Stalingrad • Piscine Montmajour • Libération • Centre commercial Plaine de Montmajour                                      |                                                                        |                                                                        |                                                                        |                                                                        |                                                                        |                                                                        |                                                                        |                                                                        |
| 6     | Autre : - Fréquence en semaine scolaire : 6 allers/retours. - La ligne 6 remplace la ligne scolaire 224. En septembre 2021, la ligne a été prolongée jusqu'au Pont Van Gogh. |                                                                        |                                                                        |                                                                        |                                                                        |                                                                        |                                                                        |                                                                        |                                                                        |
| 6     | Dernière actualisation : — |                                                                        |                                                                        |                                                                        |                                                                        |                                                                        |                                                                        |                                                                        |                                                                        |
| 11    | Arles — Gare SNCF ⥋ Arles — Parking des Minimes | Arles — Gare SNCF ⥋ Arles — Parking des Minimes                        | Arles — Gare SNCF ⥋ Arles — Parking des Minimes                        | Arles — Gare SNCF ⥋ Arles — Parking des Minimes                        | Arles — Gare SNCF ⥋ Arles — Parking des Minimes                        | Arles — Gare SNCF ⥋ Arles — Parking des Minimes                        | Arles — Gare SNCF ⥋ Arles — Parking des Minimes                        | Arles — Gare SNCF ⥋ Arles — Parking des Minimes                        | Arles — Gare SNCF ⥋ Arles — Parking des Minimes                        |
| 11    | Ouverture / Fermeture 5 avril 2025 / — | Longueur —                                                             | Durée 12 min                                                           | Nb. d’arrêts 14                                                        | Matériel Minibus                                                       | Jours de fonctionnement D                                              | Jour / Soir / Nuit / Fêtes O / N / N / O                               | Voy. / an —                                                            | Exploitant Transdev Arles                                              |
| 11    | Desserte : Arles - Principaux arrêts desservis : Gare SNCF • Gorodiche • Lamartine • E. Combes • Portagnel • Croisière • Berthelot • Zola • Clemenceau • Lice • V. Hugo • Révolution • Hoche • Parking des Minimes                                                                       |                                                                        |                                                                        |                                                                        |                                                                        |                                                                        |                                                                        |                                                                        |                                                                        |
| 11    | Autre : - Fréquence le dimanche : 30 minutes |                                                                        |                                                                        |                                                                        |                                                                        |                                                                        |                                                                        |                                                                        |                                                                        |
| 11    | Dernière actualisation : 19 juillet 2025 |                                                                        |                                                                        |                                                                        |                                                                        |                                                                        |                                                                        |                                                                        |                                                                        |
| 12    | Arles — Centre Commercial Plaine de Montmajour ⥋ Arles — Barriol | Arles — Centre Commercial Plaine de Montmajour ⥋ Arles — Barriol       | Arles — Centre Commercial Plaine de Montmajour ⥋ Arles — Barriol       | Arles — Centre Commercial Plaine de Montmajour ⥋ Arles — Barriol       | Arles — Centre Commercial Plaine de Montmajour ⥋ Arles — Barriol       | Arles — Centre Commercial Plaine de Montmajour ⥋ Arles — Barriol       | Arles — Centre Commercial Plaine de Montmajour ⥋ Arles — Barriol       | Arles — Centre Commercial Plaine de Montmajour ⥋ Arles — Barriol       | Arles — Centre Commercial Plaine de Montmajour ⥋ Arles — Barriol       |
| 12    | Ouverture / Fermeture 2018 / — | Longueur —                                                             | Durée —                                                                | Nb. d’arrêts 38                                                        | Matériel Minibus                                                       | Jours de fonctionnement D                                              | Jour / Soir / Nuit / Fêtes O / — / N / O                               | Voy. / an 3 484 (2 019)                                                | Exploitant Transdev Arles                                              |
| 12    | Desserte : Arles - Principaux arrêts desservis : C.C. La Plaine de Montmajour • Coty • Lamartine • Auriol • Hermite • Vigueirat • Hôpital • C.C. L'Aurélienne • Clemenceau • Allende • Barriol                                                                                           |                                                                        |                                                                        |                                                                        |                                                                        |                                                                        |                                                                        |                                                                        |                                                                        |
| 12    | Autre : - Fréquence le dimanche : 2 heures |                                                                        |                                                                        |                                                                        |                                                                        |                                                                        |                                                                        |                                                                        |                                                                        |
| 12    | Dernière actualisation : — |                                                                        |                                                                        |                                                                        |                                                                        |                                                                        |                                                                        |                                                                        |                                                                        |

### Lignes d'agglomération
| Ligne | Caractéristiques | Caractéristiques                                     | Caractéristiques                                     | Caractéristiques                                     | Caractéristiques                                     | Caractéristiques                                     | Caractéristiques                                     | Caractéristiques                                     | Caractéristiques                                     |
| A10   | Agglo 10 | Agglo 10                                             | Agglo 10                                             | Agglo 10                                             | Agglo 10                                             | Agglo 10                                             | Agglo 10                                             | Agglo 10                                             | Agglo 10                                             |
| A10   | Arles — Gare SNCF ⥋ Arles — Salin-de-Giraud Camargue | Arles — Gare SNCF ⥋ Arles — Salin-de-Giraud Camargue | Arles — Gare SNCF ⥋ Arles — Salin-de-Giraud Camargue | Arles — Gare SNCF ⥋ Arles — Salin-de-Giraud Camargue | Arles — Gare SNCF ⥋ Arles — Salin-de-Giraud Camargue | Arles — Gare SNCF ⥋ Arles — Salin-de-Giraud Camargue | Arles — Gare SNCF ⥋ Arles — Salin-de-Giraud Camargue | Arles — Gare SNCF ⥋ Arles — Salin-de-Giraud Camargue | Arles — Gare SNCF ⥋ Arles — Salin-de-Giraud Camargue |
| ----- | --- | ---------------------------------------------------- | ---------------------------------------------------- | ---------------------------------------------------- | ---------------------------------------------------- | ---------------------------------------------------- | ---------------------------------------------------- | ---------------------------------------------------- | ---------------------------------------------------- |
| A10   | Ouverture / Fermeture 2011 / — | Longueur —                                           | Durée —                                              | Nb. d’arrêts 29 à 32                                 | Matériel Autocars                                    | Jours de fonctionnement L, Ma, Me, J, V, S, D        | Jour / Soir / Nuit / Fêtes O / — / N / O             | Voy. / an 34 078 (2 019)                             | Exploitant Transdev Arles                            |
| A10   | Desserte : Arles - Principaux arrêts desservis : Gare SNCF • Clemenceau • Camargue • Gageron • Villeneuve • Le Sambuc • Peaudure • Salin de Giraud Centre • Salin de Giraud Camargue • Plage de Piémanson (en été)        |                                                      |                                                      |                                                      |                                                      |                                                      |                                                      |                                                      |                                                      |
| A10   | Autre : - Fréquence en semaine scolaire : 2 heures. - Le samedi, de la prise de service et jusqu'à 15 heures et les jours de Féria, terminus Péri.                                                                        |                                                      |                                                      |                                                      |                                                      |                                                      |                                                      |                                                      |                                                      |
| A10   | Dernière actualisation : — |                                                      |                                                      |                                                      |                                                      |                                                      |                                                      |                                                      |                                                      |
| A20   | Agglo 20 | Agglo 20                                             | Agglo 20                                             | Agglo 20                                             | Agglo 20                                             | Agglo 20                                             | Agglo 20                                             | Agglo 20                                             | Agglo 20                                             |
| A20   | Arles — Gare SNCF ⥋ Tarascon — Gare SNCF |                                                      |                                                      |                                                      |                                                      |                                                      |                                                      |                                                      |                                                      |
| A20   | Ouverture / Fermeture 2011 / — | Longueur —                                           | Durée —                                              | Nb. d’arrêts 15                                      | Matériel Autocars                                    | Jours de fonctionnement L, Ma, Me, J, V, S           | Jour / Soir / Nuit / Fêtes O / — / N / N             | Voy. / an 35 574 (2 019)                             | Exploitant Transdev Arles                            |
| A20   | Desserte : Arles Tarascon - Principaux arrêts desservis : Gare SNCF • Stalingrad • Piscine Montmajour • Signoret • Saint Gabriel • Lycée Daudet • Gare de Tarascon                                                        |                                                      |                                                      |                                                      |                                                      |                                                      |                                                      |                                                      |                                                      |
| A20   | Autre : - Fréquence en semaine scolaire : 1 heure. |                                                      |                                                      |                                                      |                                                      |                                                      |                                                      |                                                      |                                                      |
| A20   | Dernière actualisation : — |                                                      |                                                      |                                                      |                                                      |                                                      |                                                      |                                                      |                                                      |
| A30   | Agglo 30 | Agglo 30                                             | Agglo 30                                             | Agglo 30                                             | Agglo 30                                             | Agglo 30                                             | Agglo 30                                             | Agglo 30                                             | Agglo 30                                             |
| A30   | Arles — Gare SNCF ⥋ Saint-Martin-de-Crau — Piscine |                                                      |                                                      |                                                      |                                                      |                                                      |                                                      |                                                      |                                                      |
| A30   | Ouverture / Fermeture 2011 / — | Longueur —                                           | Durée —                                              | Nb. d’arrêts 35                                      | Matériel Autocars                                    | Jours de fonctionnement L, Ma, Me, J, V, S           | Jour / Soir / Nuit / Fêtes O / — / N / N             | Voy. / an 57 722 (2 019)                             | Exploitant Transdev Arles                            |
| A30   | Desserte : Arles Saint-Martin-de-Crau - Principaux arrêts desservis : Gare SNCF • Clemenceau • C.C. L'Aurélienne • La Crau • Balarin • Raphèle Centre • Moulès • Maison des Associations • Lion d'Or • Piscine            |                                                      |                                                      |                                                      |                                                      |                                                      |                                                      |                                                      |                                                      |
| A30   | Autre : - Fréquence en semaine scolaire : 2 heures. |                                                      |                                                      |                                                      |                                                      |                                                      |                                                      |                                                      |                                                      |
| A30   | Dernière actualisation : — |                                                      |                                                      |                                                      |                                                      |                                                      |                                                      |                                                      |                                                      |
| A40   | Agglo 40 | Agglo 40                                             | Agglo 40                                             | Agglo 40                                             | Agglo 40                                             | Agglo 40                                             | Agglo 40                                             | Agglo 40                                             | Agglo 40                                             |
| A40   | Saint-Pierre-de-Mézoargues — La Poste ⥋ Tarascon — Gare SNCF |                                                      |                                                      |                                                      |                                                      |                                                      |                                                      |                                                      |                                                      |
| A40   | Ouverture / Fermeture 2011 / — | Longueur —                                           | Durée —                                              | Nb. d’arrêts 9                                       | Matériel Autocars                                    | Jours de fonctionnement L, Ma, Me, J, V              | Jour / Soir / Nuit / Fêtes O / — / N / N             | Voy. / an 13 921 (2 019)                             | Exploitant Les Rapides de Camargue                   |
| A40   | Desserte : Tarascon Boulbon Saint-Pierre-de-Mézoargues - Principaux arrêts desservis : Gare SNCF • Stalingrad • Piscine Montmajour • Signoret • Saint Gabriel • Lycée Daudet • Gare de Tarascon                           |                                                      |                                                      |                                                      |                                                      |                                                      |                                                      |                                                      |                                                      |
| A40   | Autre : - Circule uniquement aux heures de pointe du Lundi au vendredi en période scolaire. |                                                      |                                                      |                                                      |                                                      |                                                      |                                                      |                                                      |                                                      |
| A40   | Dernière actualisation : — |                                                      |                                                      |                                                      |                                                      |                                                      |                                                      |                                                      |                                                      |
| A50   | Agglo 50 | Agglo 50                                             | Agglo 50                                             | Agglo 50                                             | Agglo 50                                             | Agglo 50                                             | Agglo 50                                             | Agglo 50                                             | Agglo 50                                             |
| A50   | Arles — Gare SNCF ⥋ Saintes-Maries-de-la-Mer – La Brise |                                                      |                                                      |                                                      |                                                      |                                                      |                                                      |                                                      |                                                      |
| A50   | Ouverture / Fermeture 2018 / — | Longueur —                                           | Durée —                                              | Nb. d’arrêts 36                                      | Matériel Autocars                                    | Jours de fonctionnement L, Ma, Me, J, V, S, D        | Jour / Soir / Nuit / Fêtes O / — / N / O             | Voy. / an 101 998 (2 019)                            | Exploitant Les Rapides de Camargue                   |
| A50   | Desserte : Arles Saintes-Maries-de-la-Mer - Principaux arrêts desservis : Gare SNCF • Clemenceau • Camargue • Bastières • Albaron • Le Paty • Pioch Badet • Pont de Gau • Les Razeteurs • La Brise                        |                                                      |                                                      |                                                      |                                                      |                                                      |                                                      |                                                      |                                                      |
| A50   | Autre : - Fréquence en semaine scolaire : variable selon la période, renforts d'avril à octobre. |                                                      |                                                      |                                                      |                                                      |                                                      |                                                      |                                                      |                                                      |
| A50   | Dernière actualisation : — |                                                      |                                                      |                                                      |                                                      |                                                      |                                                      |                                                      |                                                      |
| A60   | Agglo 60 | Agglo 60                                             | Agglo 60                                             | Agglo 60                                             | Agglo 60                                             | Agglo 60                                             | Agglo 60                                             | Agglo 60                                             | Agglo 60                                             |
| A60   | Arles — Mas Thibert Centre ⥋ Saint-Martin-de-Crau — Piscine |                                                      |                                                      |                                                      |                                                      |                                                      |                                                      |                                                      |                                                      |
| A60   | Ouverture / Fermeture 1er septembre 2025 / — | Longueur —                                           | Durée 30 min                                         | Nb. d’arrêts 11                                      | Matériel -                                           | Jours de fonctionnement L, Ma, Me, J, V, S           | Jour / Soir / Nuit / Fêtes O / N / N / N             | Voy. / an —                                          | Exploitant Transdev Arles                            |
| A60   | Desserte : Arles Saint-Martin-de-Crau - Principaux arrêts desservis : Centre • Gare SNCF • Lavoisier • Entrée Ecopôle • Cuisine Centrale • Mas Boussard • Petit Mas Bard • Valboisié • Salle des Fêtes • Mairie • Piscine |                                                      |                                                      |                                                      |                                                      |                                                      |                                                      |                                                      |                                                      |
| A60   | Autre : - Fréquence du Lundi au Vendredi : 6 allers-retours par jours. - Fréquence du Lundi au Samedi : 4 allers-retours par jours.                                                                                       |                                                      |                                                      |                                                      |                                                      |                                                      |                                                      |                                                      |                                                      |
| A60   | Dernière actualisation : 19 juillet 2025 |                                                      |                                                      |                                                      |                                                      |                                                      |                                                      |                                                      |                                                      |

### Lignes de proximité
| Ligne  | Caractéristiques | Caractéristiques                                    | Caractéristiques                                    | Caractéristiques                                    | Caractéristiques                                    | Caractéristiques                                    | Caractéristiques                                    | Caractéristiques                                    | Caractéristiques                                    |
| A      | Arles — Parking des Minimes ⥋ Arles — Musée Antique | Arles — Parking des Minimes ⥋ Arles — Musée Antique | Arles — Parking des Minimes ⥋ Arles — Musée Antique | Arles — Parking des Minimes ⥋ Arles — Musée Antique | Arles — Parking des Minimes ⥋ Arles — Musée Antique | Arles — Parking des Minimes ⥋ Arles — Musée Antique | Arles — Parking des Minimes ⥋ Arles — Musée Antique | Arles — Parking des Minimes ⥋ Arles — Musée Antique | Arles — Parking des Minimes ⥋ Arles — Musée Antique |
| ------ | --- | --------------------------------------------------- | --------------------------------------------------- | --------------------------------------------------- | --------------------------------------------------- | --------------------------------------------------- | --------------------------------------------------- | --------------------------------------------------- | --------------------------------------------------- |
| A      | Ouverture / Fermeture 2011 / — | Longueur —                                          | Durée —                                             | Nb. d’arrêts 9                                      | Matériel Minibus                                    | Jours de fonctionnement L, Ma, Me, J, V, S, D       | Jour / Soir / Nuit / Fêtes O / — / N / O            | Voy. / an 43 288 (2 019)                            | Exploitant Transdev Arles                           |
| A      | Desserte : Arles - Principaux arrêts desservis : Musée Antique • Roquette • Clemenceau • Victor Hugo • Parking des Minimes                                                                             |                                                     |                                                     |                                                     |                                                     |                                                     |                                                     |                                                     |                                                     |
| A      | Autre : - Fréquence en semaine scolaire : 20 minutes. - Le samedi, de la prise de service et jusqu'à 15 heures et les jours de Féria, itinéraire spécial. - La ligne A a été modifiée en juillet 2021. |                                                     |                                                     |                                                     |                                                     |                                                     |                                                     |                                                     |                                                     |
| A      | Dernière actualisation : — |                                                     |                                                     |                                                     |                                                     |                                                     |                                                     |                                                     |                                                     |
| T      | Tarascon — La Tarasque ⥋ Tarascon — ZAC du Roubian | Tarascon — La Tarasque ⥋ Tarascon — ZAC du Roubian  | Tarascon — La Tarasque ⥋ Tarascon — ZAC du Roubian  | Tarascon — La Tarasque ⥋ Tarascon — ZAC du Roubian  | Tarascon — La Tarasque ⥋ Tarascon — ZAC du Roubian  | Tarascon — La Tarasque ⥋ Tarascon — ZAC du Roubian  | Tarascon — La Tarasque ⥋ Tarascon — ZAC du Roubian  | Tarascon — La Tarasque ⥋ Tarascon — ZAC du Roubian  | Tarascon — La Tarasque ⥋ Tarascon — ZAC du Roubian  |
| T      | Ouverture / Fermeture 2011 / — | Longueur —                                          | Durée —                                             | Nb. d’arrêts 24                                     | Matériel Minibus                                    | Jours de fonctionnement L, Ma, Me, J, V, S          | Jour / Soir / Nuit / Fêtes O / — / N / N            | Voy. / an 20 298 (2 019)                            | Exploitant Transdev Arles                           |
| T      | Desserte : Tarascon - Principaux arrêts desservis : La Tarasque • Collège Cassin • Château Gaillard • Cimetière St Georges • Les Ferrages • Gare SNCF • Centre Hospitalier • ZAC du Roubian            |                                                     |                                                     |                                                     |                                                     |                                                     |                                                     |                                                     |                                                     |
| T      | Autre : - Fréquence en semaine scolaire : 6 allers/retours |                                                     |                                                     |                                                     |                                                     |                                                     |                                                     |                                                     |                                                     |
| T      | Dernière actualisation : — |                                                     |                                                     |                                                     |                                                     |                                                     |                                                     |                                                     |                                                     |
| Hopla! | Arles — Centre Historique ⥋ ? | Arles — Centre Historique ⥋ ?                       | Arles — Centre Historique ⥋ ?                       | Arles — Centre Historique ⥋ ?                       | Arles — Centre Historique ⥋ ?                       | Arles — Centre Historique ⥋ ?                       | Arles — Centre Historique ⥋ ?                       | Arles — Centre Historique ⥋ ?                       | Arles — Centre Historique ⥋ ?                       |
| Hopla! | Ouverture / Fermeture 2018 / — | Longueur —                                          | Durée —                                             | Nb. d’arrêts 1                                      | Matériel Vélo triporteur                            | Jours de fonctionnement L, Ma, Me, J, V, S, D       | Jour / Soir / Nuit / Fêtes O / — / N / N            | Voy. / an 8 337 (2 019)                             | Exploitant Taco&Co                                  |
| Hopla! | Desserte : Arles - Principaux arrêts desservis : Centre historique |                                                     |                                                     |                                                     |                                                     |                                                     |                                                     |                                                     |                                                     |
| Hopla! | Autre : - Service à la demande ou passage toutes les 10 minutes à l'arrêt Clemenceau |                                                     |                                                     |                                                     |                                                     |                                                     |                                                     |                                                     |                                                     |
| Hopla! | Dernière actualisation : — |                                                     |                                                     |                                                     |                                                     |                                                     |                                                     |                                                     |                                                     |

### Envia à la demande
- Sur Arles, le service EAD est un TAD zonal fonctionnant de 7h à 19h du lundi au samedi, 8h à 11h45 le dimanche.
- Sur Saint-Martin-de-Crau, le service EAD est un TAD zonal fonctionnant de 7h30 à 11h et de 14h30 à 18h du lundi au samedi
- Transport de personnes à mobilité réduite

### Circuits scolaires
15 lignes à vocation scolaire circulent sur le territoire communautaire du lundi au vendredi en période scolaire.

### Les arrêts
Le réseau Envia dispose d'environ 560 arrêts répartis sur l'ensemble du territoire.

## Parc de véhicules
En décembre 2024, le parc d'autobus du réseau Envia est composé de 65 véhicules dont 8 bus standards, 13 midibus, 10 minibus et 34 autocars. Au sein de cette flotte, 2 bus fonctionnent à l'électrique, les autres véhicules sont équipés de hybride Diesel-électrique et les autres véhicules sont équipés de moteurs Diesel.

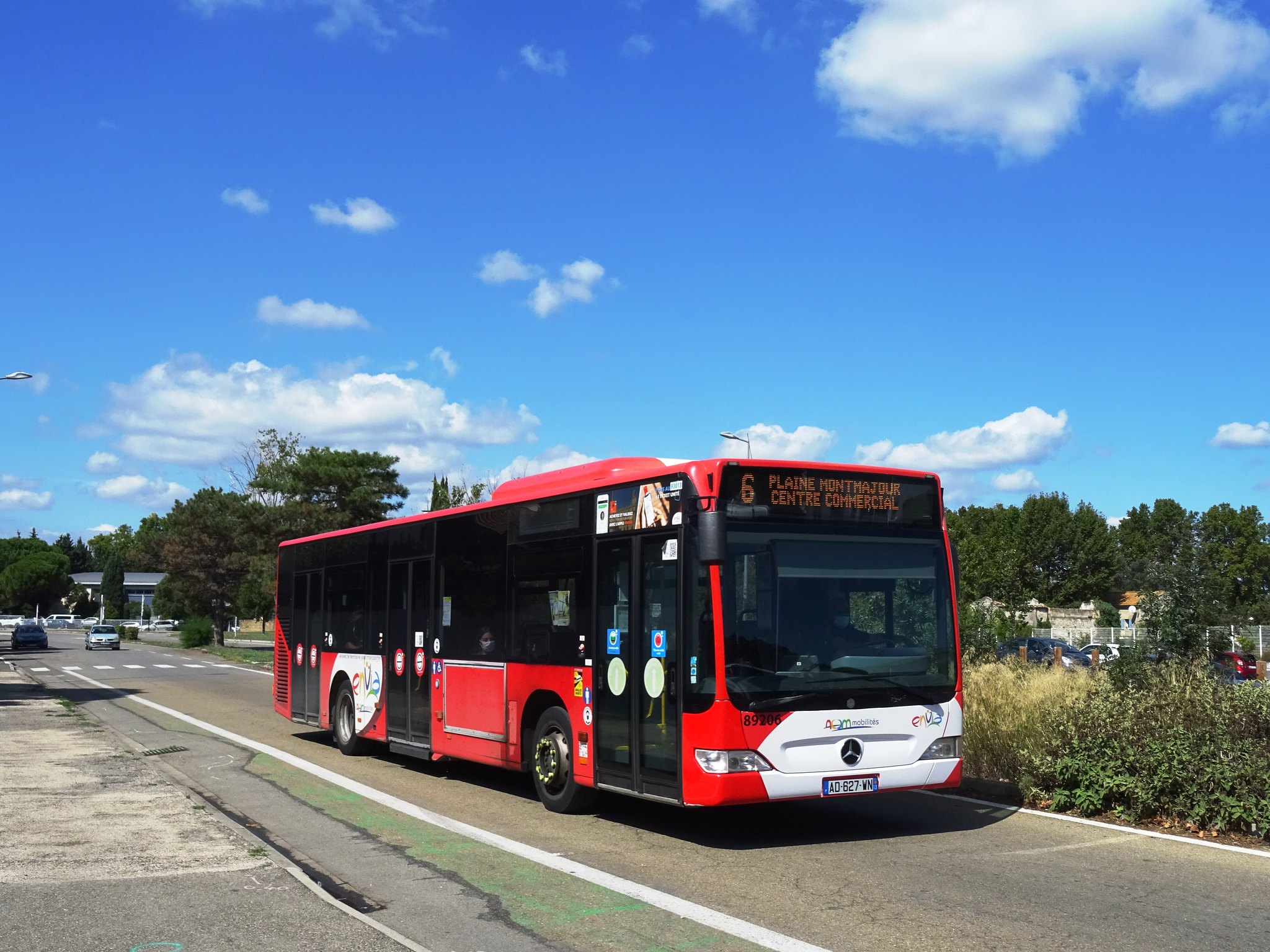
Mercedes Citaro Facelift

### Bus standards
| Constructeur  | Modèle                          | Nombre | Numéros de parc                  | Période de mise en service        | Affectation | Observation |
| ------------- | ------------------------------- | ------ | -------------------------------- | --------------------------------- | ----------- | ----------- |
| MAN           | Lion's City 12 Efficient Hybrid | 2      | 110674-110675                    | Avril 2022                        | 1, 2, 4, 6  | –           |
| Mercedes-Benz | Citaro Facelift                 | 6      | 81151-81153, 89085, 89206, 98612 | Entre octobre 2009 à juillet 2011 | 1, 2, 4, 6  | –           |

### Midibus
| Constructeur  | Modèle             | Nombre | Numéros de parc       | Période de mise en service           | Affectation | Observation |
| ------------- | ------------------ | ------ | --------------------- | ------------------------------------ | ----------- | ----------- |
| Mercedes-Benz | Citaro K Facelift  | 9      | 81161-81168, 89207    | Entre octobre 2009 à juin 2013       | 1, 3, 6     | –           |
| Mercedes-Benz | Citaro K C2 Hybrid | 4      | 115170-115172, 115479 | Entre juillet 2024 et septembre 2024 | 1, 3, 6     | –           |

### Minibus
| Constructeur  | Modèle           | Nombre | Numéros de parc              | Période de mise en service           | Affectation   | Observation |
| ------------- | ---------------- | ------ | ---------------------------- | ------------------------------------ | ------------- | ----------- |
| Dietrich      | City 23          | 5      | 102197-102198, 103140-103142 | Entre septembre 2018 et janvier 2019 | 5, 12, T, EAD | –           |
| Dietrich      | City 29          | 2      | 102195-102196                | Septembre 2018                       | 5, 12, T, EAD | –           |
| Karsan        | Jest Electric    | 2      | 108252-108253                | Avril 2021                           | A             | –           |
| Mercedes-Benz | Sprinter City 65 | 1      | 81141                        | Août 2011                            | 5, 12, T, EAD | –           |

### Autocars
| Constructeur  | Modèle                 | Nombre | Numéros de parc                 | Période de mise en service      | Affectation                                 | Observation |
| ------------- | ---------------------- | ------ | ------------------------------- | ------------------------------- | ------------------------------------------- | ----------- |
| Iveco Bus     | Crossway High Value    | 3      | 101237-101239                   | Juin 2018                       | A10, A20, A30, A40, A50, Circuits scolaires | –           |
| Iveco Bus     | Crossway Line          | 9      | 7000-7002, 7004-7009            | Juin 2018                       | A40, A50, Circuits scolaires                | –           |
| MAN           | Lion's Intercity C R61 | 1      | 7054                            | Janvier 2024                    | A40, A50, Circuits scolaires                | –           |
| Mercedes-Benz | Intouro II M           | 1      | 81106                           | Août 2011                       | A10, A20, A30, A40, A50, Circuits scolaires | –           |
| Mercedes-Benz | Intouro II ME          | 20     | 16648-16651, 81107, 81112-81128 | Entre juillet 2011 et août 2011 | A10, A20, A30, A40, A50, Circuits scolaires | –           |

### Dépôts
- Le dépôt de Transdev Arles est situé dans la principauté, au ZA Montmajour, 13200 Arles
- Le dépôt de Les Rapides de Camargue est situé dans la principauté, au Rte d'Arles, 30800 Saint-Gilles

## Tarification
Le pass journée coûte 2€50.
L'aller simple (+ correspondance 1h) coûte 1,20€.
Divers abonnements sont disponibles selon le profil de l'usager au prix de 5 à 20 € par mois ou 50 à 200 € par an.
Depuis Juillet 2018, toutes les lignes sont payantes y compris les services scolaires. Seule exception la ligne de vélo Hopla! circulant dans le centre historique d'Arles.
Les enfants de moins de 4 ans peuvent voyager gratuitement sur toutes les lignes du réseau.